# نیلوفر حامدی

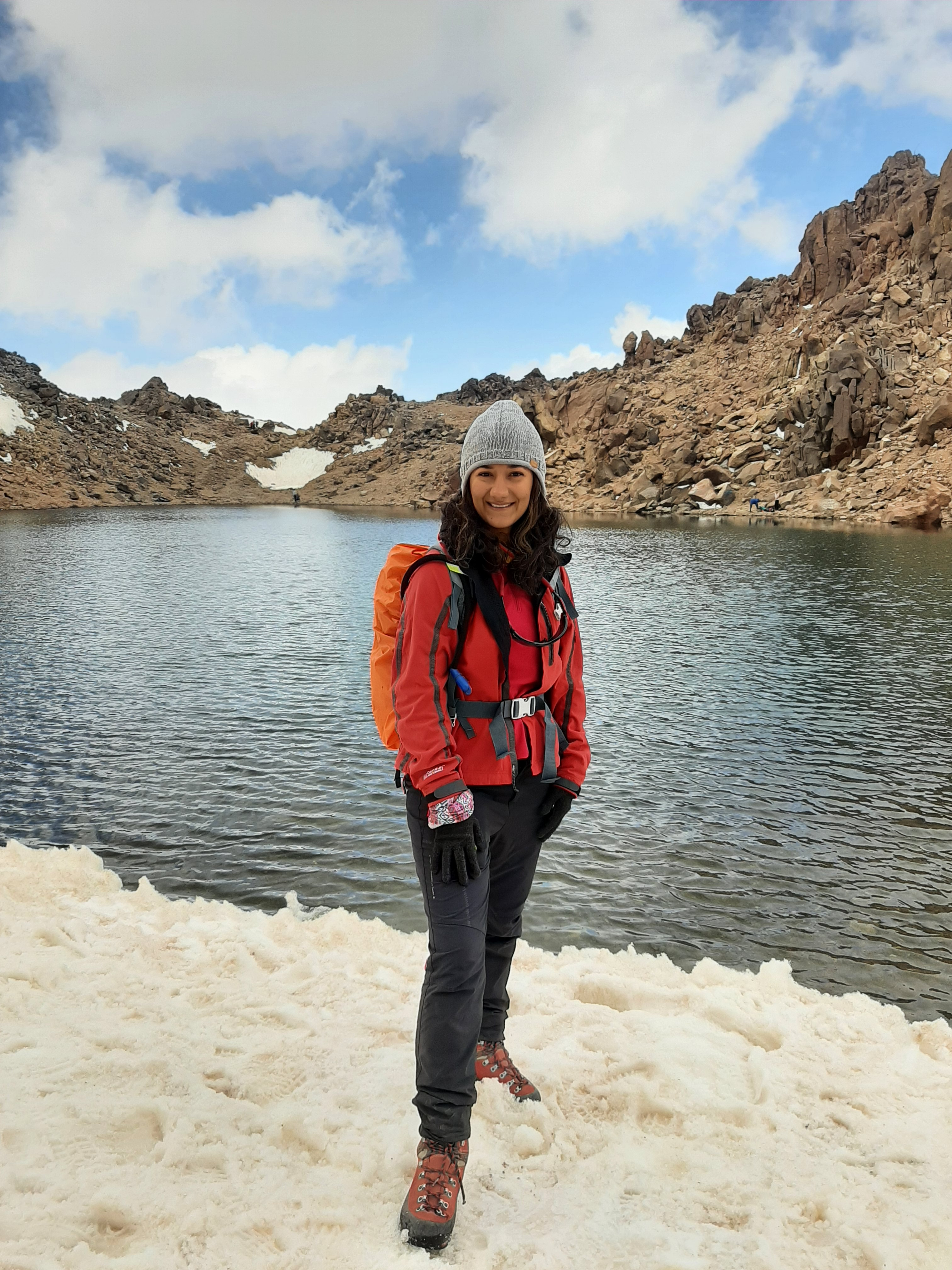
در کنار دریاچهٔ قلهٔ سبلان

نیلوفر حامدی (زادهٔ ۳۰ مهر ۱۳۷۱) روزنامه‌نگار ایرانی و زندانی سیاسی است که در گروه اجتماعی روزنامه شرق کار می‌کند. او پیش از این با روزنامه‌های جام جم، همشهری و اعتماد آنلاین کار کرده بود.
حامدی پس از پوشش خبر کشته شدن مهسا امینی و شیوه برخورد نیروهای امنیتی با معترضان بازداشت شد. مجلهٔ تایم در سال ۲۰۲۳ او را یکی از ۱۰۰ شخص تأثیرگذار در جهان نامید. او در سال ۲۰۲۳ برنده جایزه آزادی مطبوعات از سوی سازمان ملل متحد شد.

## گزارش‌های شاخص
او در خرداد سال ۱۴۰۱ در گزارشی از تیراندازی مأمور گشت ارشاد به زوجی در پارک پردیسان تهران خبر داد. انتشار این گزارش باعث شکایت نیروی انتظامی از نیلوفر حامدی شد اما این شکایت در دادسرا به منع تعقیب ختم شد. او در گزارشی با عنوان «تکرار سناریوی خانه پدری برای رومینای ۱۴ ساله» به موضوع کشته‌شدن رومینا اشرفی می‌پردازد.
در سال ۱۴۰۰ و پس از بازگشت طالبان به افغانستان در سفری به سیستان و بلوچستان و حضور در مرز افغانستان، گزارشی از موج جدید مهاجرت افغان‌ها به ایران روایت می‌کند. در مرداد همین سال در گزارشی به «عدم ارائه کارنامه به مادران» بر اساس بخش‌نامه وزارت آموزش و پرورش می‌پردازد.
حامدی از اولین افرادی بود که با خانواده و وکیل سپیده رشنو مصاحبه کرده و گزارشی از پروندهٔ او را منتشر کرد.

## بازداشت
نیلوفر حامدی در سال ۱۴۰۱ و در جریان بستری و کشته شدن مهسا امینی در بیمارستان کسری تهران یکی از نخستین خبرنگارانی بود که دربارهٔ شیوه برخورد نیروهای امنیتی با معترضان اطلاع‌رسانی کرد.
حامدی در ۳۰ شهریور ۱۴۰۱ به‌دنبال موج بازداشت روزنامه‌نگاران و دانشجویان در جریان اعتراضات پس از کشته‌شدن مهسا امینی، به دست نیروهای امنیتی بازداشت شد وسایل شخصی او از جمله لپ‌تاپ و موبایل او نیز توقیف شد و به گفته وکیلش، محمدعلی کامفیروزی، وی در حال حاضر در انفرادی در زندان اوین نگهداری می‌شود و تحت بازپرسی است و هنوز تفهیم اتهام نشده است.
در روز ۷ آبان ۱۴۰۱، در بیانیهٔ مشترک وزارت اطلاعات و اطلاعات سپاه، نام مختصر شدهٔ دو خبرنگار نیلوفر حامدی و الهه محمدی به چشم می‌خورد که آن‌ها را عامل سرویس‌های جاسوسی غربی معرفی کردند که در برخی کشورها، دوره‌های براندازی و جنگ‌های ترکیبی تشکیل می‌دادند. این خبر، اعتراض تعداد زیادی از کاربران توییتر را به‌دنبال داشت. بیش از ۵۰۰ فعال رسانه نیز، بیانیه‌ای در حمایت از نیلوفر حامدی و الهه محمدی امضاء کردند. احمد زیدآبادی در کانال تلگرامی خود نوشت: «لازم است به افکار عمومی در برابر روزنامه‌نگاران توضیح دهند که این بیانیه با این لحن و محتوا به چه قصدی صادر شده و چرا در حالی که دو روزنامه‌نگار حوزهٔ اجتماعی، خانم‌ها الههٔ محمدی و نیلوفر حامدی بدون دسترسی به وکیل در بند امنیتی زندانی‌اند و هنوز هیچ محکمهٔ صالحه‌ای برای رسیدگی به پروندهٔ آنها تشکیل نشده است، ادعای مربوط به اتهام‌شان با اشاره به نامشان در بیانیه آمده است؟»

### دادگاه

#### جلسه اول
اولین جلسه محاکمه نیلوفر حامدی پس از ۹ ماه حبس، ۹ خرداد ۱۴۰۲ به‌طور غیرعلنی اما با حضور وکلای انتخابی او در شعبه ۱۵ دادگاه انقلاب به ریاست ابوالقاسم صلواتی برگزار شد. وکیل انتخابی او برای اولین بار یکشنبه ۷ خرداد موفق به ملاقات حضوری با موکل خود شد. پیشتر صالح نیکبخت، وکیل خانواده مهسا امینی، محاکمه الهه محمدی و نیلوفر حامدی را یکی از عجیب‌ترین دادگاه‌های ایران بعد از دادگاه‌های صادق خلخالی دانسته بود. حامدی در این جلسه تمام اتهامات وارده را رد و تأکید کرد به عنوان خبرنگار به وظایف خود در چارچوب قانون عمل کرده است، اما در این جلسه وکلای او فرصت دفاع نیافتند.
پرتو برهان‌پور، یکی از وکلای نیلوفر حامدی پس از اولین جلسه دادگاه در گفتگو با شرق اظهار کرد که در این جلسه لایحه‌ای از سمت وکلا به دادگاه ارائه شده که متضمن ۱۵ ایراد شکلی در روند رسیدگی به پرونده است.

#### جلسه دوم
دومین و آخرین جلسه دادگاه نیلوفر حامدی روز سه‌شنبه سوم مرداد ۱۴۰۲ به صورت غیر علنی برگزار شد و رئیس دادگاه اجازه حضور خانواده و نمایندگان انجمن صنفی روزنامه‌نگاران را نداد. در این جلسه علاوه بر نیلوفر حامدی، وکلا نیز دفاعیات خود را مطرح کردند.
پرتو برهان‌پور، یکی از وکلای انتخابی او پس از این جلسه ضمن غیرقابل توجیه دانستن ادامه بازداشت موکلش گفت: «من قبلاً هم گفته‌ام، موکلم خبرنگاری باسابقه در رسانه‌های دارای مجوز کشور است و عملاً تحقیقات مقدماتی اصلی در ۳۰ مهرماه سال گذشته تمام شده و ادامه بازداشت موکلم توجیهی ندارد»
حامدی در این جلسه اظهار داشت که به عملکردش به عنوان یک روزنامه‌نگار افتخار می‌کند.

#### حکم دادگاه بدوی
در تاریخ ۳۰ مهر ۱۴۰۲ و پس از بیش از یک سال بازداشت موقت، ابوالقاسم صلواتی در دادگاه بدوی، نیلوفر حامدی را به اتهام همکاری با دولت متخاصم آمریکا به هفت سال حبس، اجتماع و تبانی برای ارتکاب جرم بر ضد امنیت کشور به پنج سال حبس و به اتهام فعالیت تبلیغی علیه نظام جمهوری اسلامی به یک سال حبس محکوم کرد. در صورت تأیید این حکم در دادگاه تجدیدنظر، هفت سال حبس قابل اجرا است.
انتشار این حکم باعث واکنش گسترده حقوق‌دانان، دانشجویان و فعالان سیاسی شد. انجمن صنفی روزنامه‌نگاران استان تهران هم ضمن اعلام مخالفت با حکم بدوی، نسبت به رسیدگی دقیق و عادلانه به پرونده توسط قضات دادگاه تجدیدنظر ابراز امیدواری کرد. انجمن روزنامه نگاران زن ایران نیز در بیانیه‌ای نسبت به نقض رأی بدوی در مرحله تجدیدنظر ابراز امیدواری کرد.

### تبرئه از اتهام همکاری با دولت خارجی متخاصم آمریکا
در تاریخ ۲۱ مرداد ۱۴۰۳، وکلای نیلوفر حامدی و الهه محمدی اعلام کردند که موکلانشان در رأی قطعی دادگاه تجدیدنظر از اتهام «همکاری با دولت خارجی متخاصم آمریکا» مبری شده‌اند و از بابت باقی اتهامات، قانوناً مشمول بخشنامه عفو اعلامی ۱۴۰۱ خواهند بود.

### مختومه‌شدن پرونده
در تاریخ ۲۳ بهمن ۱۴۰۳ پرتو برهان‌پور و حجت کرمانی، وکلای نیلوفر حامدی به روزنامه‌ی شرق اعلام کردند که موکل آن‌ها عفو شد و پرونده‌ی این روزنامه‌نگار بسته شده است. او پیش از آن در تاریخ ۲۴ دی ۱۴۰۲ پس از ۱۷ ماه بازداشت موقت، با صدور قرار وثیقه صد میلیارد ریالی از سوی دادگاه تجدیدنظر استان تهران موقتاً از زندان آزاد شده بود.

## واکنش‌های بین‌المللی به دستگیری و محاکمه
- گزارشگران بدون مرز با نمایشی خواندن دادگاه نیلوفر حامدی و الهه محمدی، خواستار آزادی فوری آن‌ها شد.[۳۲]
- انجمن روزنامه‌نگاران آلمان از قوه‌قضاییه ایران خواستار تبرئه و آزادی او و الهه محمدی شد.[۳۳]
- فدراسیون بین‌المللی روزنامه‌نگاران با انتشار بیانیه‌ای ضمن بی‌اساس خواندن اتهامات انتسابی علیه نیلوفر حامدی و الهه محمدی، خواستار آزادی فوری آن‌ها شد.[۳۴]
- انجمن بین‌المللی خبرنگاران و عکاسان ورزشی که حامدی یکی از اعضای آن است، در بیانیه‌ای ضمن محکوم‌کردن بازداشت نیلوفر حامدی و الهه محمدی، خواستار آزادی آن‌ها شد.[۳۵]
- عفو بین‌الملل پس از صدور رأی بدوی، ضمن محکومیت حکم دادگاه انقلاب، خواستار آزادی فوری نیلوفر حامدی و الهه محمدی شد.[۳۶]
- گزارشگران بدون مرز در واکنش به صدور رأی بدوی علیه حامدی و محمدی، آن را ظالمانه خواند و گفت: «آنها به این دلیل مجازات می‌شوند که صرفاً کارشان را انجام داده‌اند.»[۳۷]

## اخراج همسر از محل کار
بنا به گزارش برخی منابع، محمدحسین آجورلو خبرنگار و همسر نیلوفر حامدی از محل کارش اخراج شد.

## هشتگ #الهه_نیلوفر
با فراخوان خانواده‌های نیلوفر حامدی و الهه محمدی، کاربران شبکه‌های اجتماعی در تاریخ اول مرداد ماه ۱۴۰۲ با هشتگ مشترک #الهه_نیلوفر با خانواده این دو روزنامه‌نگار در مسیر مطالبه آزادی آن‌ها همراهی کردند. این هشتگ به‌رغم بی‌تفاوتی چهره‌های شاخص مخالف حکومت به مهم‌ترین ترند توییتر فارسی تبدیل شد.

## جوایز و افتخارات
- جایزه انصاف برای گزارش «به وقت ارشاد» دربارهٔ درگیری مأمور ارشاد با یک ورزشکار و همسرش در پارک پردیسان[۴۰]
- جایزه آزادی مطبوعات روزنامه‌نگاران کانادایی (مشترکاً با الهه محمدی)[۴۱]
- بنیاد نیمن در دانشگاه هاروارد نهم فروردین ۱۴۰۲ اعلام کرد جایزه لوئیس لیون در سال ۲۰۲۳ برای «وجدان و صداقت در روزنامه‌نگاری» را به نیلوفر حامدی و الهه محمدی اهدا کرده است.[۴۲][۴۳]
- در سال ۲۰۲۳، مجلهٔ تایم حامدی و الهه محمدی را یکی از ۱۰۰ شخص تأثیرگذار در جهان نامید.[۴۴]
- پدیدآورنده عکس سال ۱۴۰۱ به انتخاب جمعی از عکاسان سرشناس ایرانی[۴۵]
- جایزه آزادی قلم روزنامه‌نگاران ایالت هسن آلمان[۴۶]
- جایزه آزادی مطبوعات سازمان ملل در سال ۲۰۲۳[۴۷][۴۸]
- جایزه «فانوس دریایی» از شبکه پژوهش آلمان[۴۹][۵۰]
- جایزه قلم طلایی آزادی[۵۱][۵۲]
- نشان افتخار انجمن ملی مطبوعات آمریکا در آزادی مطبوعات (ابوشن)[۵۳]
- پیشنهاد شده برای دریافت جایزه صلح نوبل - ۲۰۲۳[۵۴][۵۵]

## شکایت از قاضی صلواتی
از آن‌جایی که طبق ماده ۲۴۲ قانون آیین دادرسی کیفری (مصوب ۱۳۹۲) در اتهاماتی که مجازات سالب حیات ندارند، مدت بازداشت موقت نمی‌تواند بیشتر از یک‌سال باشد، نیلوفر حامدی پس از ۴۴۴ روز بازداشت، از ابوالقاسم صلواتی، رئیس شعبه ۱۵ دادگاه انقلاب تهران به علت خودداری از تبدیل قرار بازداشت موقت در پرونده خود شکایت کرد.

## ممنوع‌الملاقاتی به‌خاطر هم‌خوانی ترانه
اواخر آذر ۱۴۰۲، ویدیویی از هم‌خوانی تلفنی نیلوفر حامدی، الهه محمدی و نسیم سلطان‌بیگی با خاطره حکیمی، خواننده ترانه سفرناک در شبکه‌های اجتماعی مورد استقبال قرار گرفت. چند روز پس از آن مقامات زندان اوین این سه زندانی را تا آخر دی‌ماه همان سال از ملاقات ممنوع کردند و دلیلش را «خارج از مقررات از تلفن زندان» ذکر کردند. این مسئولان در پاسخ به اعتراض سه خبرنگار بابت مجازاتِ کار غیر خلاف گفته‌اند: «آخه آهنگش چیزه».

## آزادی به قید وثیقه

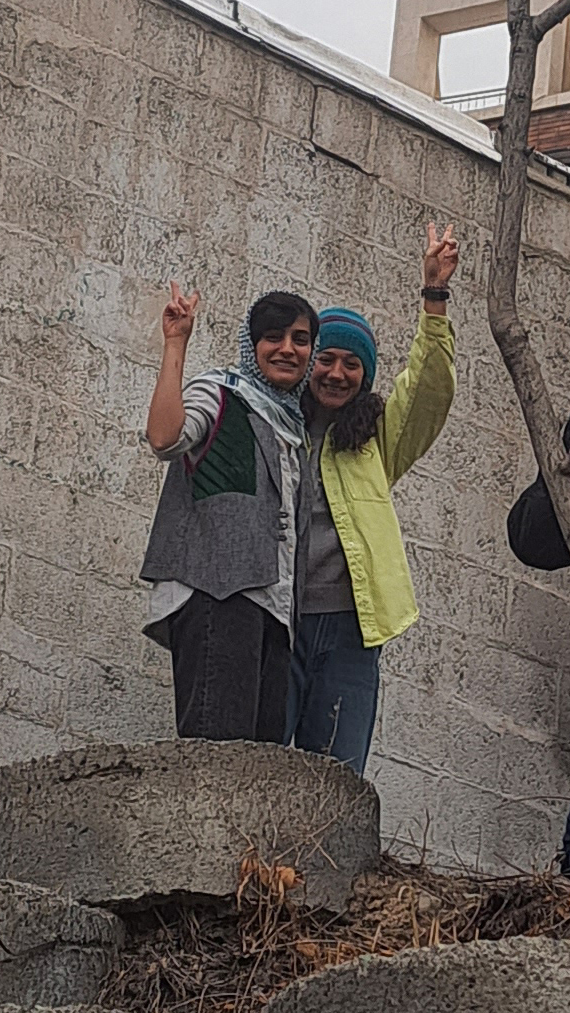
نیلوفر حامدی و الهه محمدی هنگام آزادی از زندان اوین

در تاریخ ۲۴ دی ۱۴۰۲ دادگاه تجدید نظر استان تهران با تبدیل قرار الهه محمدی و نیلوفر حامدی به مبلغ هر کدام ۱۰ میلیارد تومان موافقت کرد و هر دو نفر پس از ۱۷ ماه از زندان آزاد شدند. شمار زیادی از کاربران شبکه‌های اجتماعی، هنرمندان و روزنامه‌نگاران و فعالان مدنی و سیاسی از آزادی او ابراز خوشحالی کردند.

### واکنش‌ها به آزادی
- امجد امینی، پدر مهسا امینی با انتشار پیامی ضمن تبریک آزادی خبرنگارها به آن‌ها و خانواده‌شان گفت: «خبر آزادی شما بزرگواران، بعد از چهارصد روز تحمل زندان و دوری از خانواده، همه ما را خوشحال کرد و کاممان را شیرین گردانید.»[۶۶]
- انجمن صنفی روزنامه‌نگاران استان تهران در بیانیه‌ای آزادی دو خبرنگار را به فال نیک گرفت و اظهار امیدواری کرد که روند آزادی به دیگر روزنامه‌نگاران زندانی هم تسری پیدا کند.[۶۶]
- حامد اسماعیلیون آزادی نیلوفر حامدی و الهه محمدی را تبریک گفت.[۶۷]
- علی کریمی در واکنش به آزادی حامدی و محمدی نوشت: «هیچ آگاه شدنی، بدون درد نیست.»[۶۷]
- سارا خادم‌الشریعه، استاد بزرگ شطرنج ایران ضمن اهدای مدال خود به نیلوفر حامدی و الهه محمدی، آن‌ها را «قهرمانان واقعی» خواند.[۶۸]
- هنگامه قاضیانی، سحر دولتشاهی، اشکان خطیبی، گلشیفته فراهانی، هانیه توسلی، زینب موسوی و مهناز افشار آزادی حامدی و محمدی را تبریک گفتند.[۶۶]
- خبر آزادی الهه محمدی و نیلوفر حامدی، عکس یا تیتر اول صفحه نخست روزنامه‌های شرق، هم‌میهن، اعتماد، سازندگی، ستاره صبح، همدلی، جهان صنعت و پیام ما در تاریخ ۲۵ دی‌ماه ۱۴۰۲ را به خود اختصاص داد.[۶۹]

روز پس از آزادی، خبرگزاری میزان متعلق به قوه قضاییه، اعلام کرد که اتهام «جاسوسی» در پرونده این دو روزنامه‌نگار برای قوه‌قضاییه احراز نشده و اساساً آن‌ها به اتهام جاسوسی در زندان نبوده‌اند. از سوی دیگر در همان روز پرونده جدیدی علیه آن‌ها به‌دلیل «کشف حجاب» پس از آزادی گشوده شد.
دو روز پس از آزادی به قید وثیقه نیلوفر حامدی و الهه محمدی، به‌رغم تأکید القاصی‌مهر، رئیس کل دادگستری استان تهران دربارهٔ علت آزادی آن‌ها، خبرگزاری فارس در خبری به نقل از «یک منبع آگاه» مدعی شد که آن‌ها مرخصی یک‌هفته‌ای درمانی گرفته‌اند و پس از آن به زندان برمی‌گردند. خبرگزاری میزان ساعاتی پس از این اقدام فارس، با انتشار مجدد اظهارات القاصی‌مهر، تلویحاً خبر فارس را تکذیب کرد. در برخی رسانه‌ها، هدف این اقدام خبرگزاری فارس در «خبرسازی» و «انتشار مطالب کذب»، اعمال فشار بر قوه قضاییه عنوان شد.